# Rya skog
Les Rya (švédsky: Rya skog) je přírodní rezervace v Göteborgu ve Švédsku. Nachází se na ostrově Hisingen, na severním břehu řeky Göta. Má rozlohu 17 hektarů. Byla vyhlášena v roce 1928 a je nejstarší přírodní rezervací v kraji Västra Götaland.
Rezervace leží uprostřed rušné průmyslové oblasti, v blízkosti ropných rafinérií a čistírny odpadních vod Ryaverket. Přesto se vyznačuje rozmanitou flórou a faunou, typickou pro mokřadní les, nejrozšířenějším stromem je olše. Stáří stromů dosahuje 200 let, některé duby jsou staré několik století. Je tu mnoho druhů lišejníků, mechů a hub. Na jaře pokrývají louky rozkvetlé sasanky.
V lese žije vzácný hmyz, motýli a brouci. Mezi místní druhy ptáků lze zařadit dlaska tlustozobého, puštíka obecného nebo sluku lesní.